# Tudor Ciortea
Tudor Ciortea   (Brașov, 28 de novembre de 1903 - Bucarest, 13 d'octubre de 1982) va ser un compositor, musicòleg i educador musical romanès.

## Biografia
Ciortea va néixer a Brașov i va començar els seus estudis musicals amb Gheorghe Dima a Cluj. Va estudiar al Conservatori de Bucarest (actualment Universitat Nacional de Música) sota Ion Nonna Otescu i a París amb Nadia Boulanger i Paul Dukas. Va viure la major part de la seva vida a Bucarest, on va exercir la docència durant més de trenta anys al Conservatori de Bucarest. Entre els seus estudiants hi havia les compositores Liana Alexandra, Irina Odagescu, Maya Badian i Carmen Petra-Basacopol.
Les seves composicions es van centrar en la música de cambra i la cançó d'art i van estar influenciades per la tradició francesa de música de cambra i les tradicions populars de Transsilvània. Segons Nicolas Slonimsky, la millor música de cambra de Ciortea era notable per la seva "complexitat en el contrapunt". El 1964, Ciortea va guanyar el "premi George Enescu " de l'Acadèmia Romanesa pel seu octet Din isprdvile lui Păcală (Algunes de les explotacions de Păcală).
La Casa Memorial Tudor Ciortea de Brașov conté alguns dels seus efectes i instruments personals, així com un retrat de la seva filla, la ballarina i coreògrafa Vera Proca-Ciortea. L'escola de música, "Liceul de Muzica Tudor Ciortea", de Brașov és nomenada en honor seu, així com al festival anual de música de cambra de la ciutat.